# Kanton Plabennec
Plabennec is een kanton van het Franse departement Finistère. Het kanton maakt deel uit van het arrondissement Brest.

## Gemeenten
Het kanton Plabennec omvatte tot 2014 de volgende 9 gemeenten:
- Bourg-Blanc
- Coat-Méal
- Le Drennec
- Kernilis
- Kersaint-Plabennec
- Lanarvily
- Loc-Brévalaire
- Plabennec (hoofdplaats)
- Plouvien

Na de herindeling van de kantons bij decreet van 13 februari 2014, met uitwerking op 22 maart 2015, omvat het kanton volgende 13 gemeenten:
- Bourg-Blanc
- Coat-Méal
- Kersaint-Plabennec
- Lampaul-Ploudalmézeau
- Landéda
- Landunvez
- Lannilis
- Plabennec
- Ploudalmézeau
- Plouguin
- Plouvien
- Saint-Pabu
- Tréglonou